# ماناب ناكامورا
مانابُ ناكامورا (باليابانية: 中村 学) (26 يونيو 1977 في إيواته في اليابان – )؛ هو لاعب كرة قدم ياباني سابق كان يلعب كلاعب وسط.

## وصلات خارجية
- ماناب ناكامورا على موقع رابطة كرة القدم اليابانية للمحترفين (اليابانية)